# Olympische Geschichte der Salomonen
| Gelbes Symbol für Goldmedaillen mit stilisierten Olympischen Ringen | Graues Symbol für Silbermedaillen mit stilisierten Olympischen Ringen | Braundes Symbol für Bronzemedaillen mit stilisierten Olympischen Ringen |
| ------------------------------------------------------------------- | --------------------------------------------------------------------- | ----------------------------------------------------------------------- |
| —                                                                   | —                                                                     | —                                                                       |

Die Salomonen, dessen NOK, das National Olympic Committee of Solomon Islands, 1983 gegründet wurde, nimmt seit 1984 an Olympischen Sommerspielen teil. An Winterspielen nahm bislang kein Athlet der Salomonen teil. Jugendliche Athleten wurden zu allen bislang ausgetragenen Jugend-Sommerspielen geschickt.
Medaillen konnten Sportler und Sportlerinnen der Salomonen nicht gewinnen.

## Allgemeine Übersicht

### Olympische Spiele
Die erste Olympiamannschaft der Salomonen bestand 1984 in Los Angeles aus Leichtathleten und einem Gewichtheber. Bei nachfolgenden Sommerspielen traten Athleten des Pazifikstaates in den Sportarten Boxen und Bogenschießen (ab 1988) und Judo (seit 2012) an.
Der erste Olympionike der Salomonen war am 1. August 1984 der Gewichtheber Leslie Ata. Die erste Frau der Salomonen bei Olympischen Spielen war am 26. Juli 1996 die Sprinterin Nester Geniwala'a.

### Olympische Jugendspiele
Mit drei Jugendlichen nahmen die Salomonen an den Jugend-Sommerspielen 2010 in Singapur teil. Zwei Jungen und ein Mädchen traten in den Sportarten Leichtathletik und Ringen an.
2014 in Nanjing nahmen zwei jugendliche Athleten, ein Junge und ein Mädchen, teil. Sie traten in der Leichtathletik und im Triathlon an.

## Übersicht der Teilnahmen

### Sommerspiele
| Jahr      | Athleten           | Athleten           | Athleten           | Sportarten         | Sportarten         | Sportarten         | Sportarten         | Sportarten         | Sportarten         | Medaillen          | Medaillen          | Medaillen          | Medaillen          | Rang               |
| Jahr      | Gesamt             |                    |                    |                    |                    |                    |                    |                    |                    |                    |                    |                    | Medaillen – Gesamt | Rang               |
| --------- | ------------------ | ------------------ | ------------------ | ------------------ | ------------------ | ------------------ | ------------------ | ------------------ | ------------------ | ------------------ | ------------------ | ------------------ | ------------------ | ------------------ |
| 1896–1980 | nicht teilgenommen | nicht teilgenommen | nicht teilgenommen | nicht teilgenommen | nicht teilgenommen | nicht teilgenommen | nicht teilgenommen | nicht teilgenommen | nicht teilgenommen | nicht teilgenommen | nicht teilgenommen | nicht teilgenommen | nicht teilgenommen | nicht teilgenommen |
| 1984      | 3                  | 3                  | 0                  |                    |                    | 1                  |                    | 2                  |                    |                    |                    |                    |                    |                    |
| 1988      | 4                  | 4                  | 0                  | 1                  | 1                  | 1                  |                    | 1                  |                    |                    |                    |                    |                    |                    |
| 1992      | 1                  | 1                  | 0                  |                    |                    | 1                  |                    |                    |                    |                    |                    |                    |                    |                    |
| 1996      | 4                  | 3                  | 1                  |                    |                    | 1                  |                    | 3                  |                    |                    |                    |                    |                    |                    |
| 2000      | 2                  | 1                  | 1                  |                    |                    |                    |                    | 2                  |                    |                    |                    |                    |                    |                    |
| 2004      | 2                  | 1                  | 1                  |                    |                    |                    |                    | 2                  |                    |                    |                    |                    |                    |                    |
| 2008      | 3                  | 1                  | 2                  |                    |                    | 1                  |                    | 2                  |                    |                    |                    |                    |                    |                    |
| 2012      | 4                  | 2                  | 2                  |                    |                    | 1                  | 1                  | 2                  |                    |                    |                    |                    |                    |                    |
| 2016      | 3                  | 1                  | 2                  |                    |                    | 1                  |                    | 2                  |                    |                    |                    |                    |                    |                    |
| 2020      | 3                  | 1                  | 2                  |                    |                    | 1                  |                    | 1                  | 1                  |                    |                    |                    |                    |                    |
| 2024      | 2                  | 0                  | 2                  |                    |                    |                    |                    | 1                  | 1                  |                    |                    |                    |                    |                    |
| Gesamt    | Gesamt             | Gesamt             | Gesamt             | Gesamt             | Gesamt             | Gesamt             | Gesamt             | Gesamt             | Gesamt             | 0                  | 0                  | 0                  | 0                  |                    |

### Winterspiele
| Jahr      | Athleten           | Athleten           | Athleten           | Sportarten         | Medaillen          | Medaillen          | Medaillen          | Medaillen          | Medaillen          |
| Jahr      | Gesamt             |                    |                    | Sportarten         |                    |                    |                    | Medaillen – Gesamt | Rang               |
| --------- | ------------------ | ------------------ | ------------------ | ------------------ | ------------------ | ------------------ | ------------------ | ------------------ | ------------------ |
| 1924–2022 | nicht teilgenommen | nicht teilgenommen | nicht teilgenommen | nicht teilgenommen | nicht teilgenommen | nicht teilgenommen | nicht teilgenommen | nicht teilgenommen | nicht teilgenommen |
| Gesamt    | Gesamt             | Gesamt             | Gesamt             | Gesamt             | 0                  | 0                  | 0                  | 0                  |                    |

### Jugend-Sommerspiele
| Jahr   | Athleten | Athleten | Athleten | Sportarten | Sportarten | Sportarten | Sportarten | Sportarten | Medaillen | Medaillen | Medaillen | Medaillen          | Rang |
| Jahr   | Gesamt   |          |          | Futsal     |            |            |            |            |           |           |           | Medaillen – Gesamt | Rang |
| ------ | -------- | -------- | -------- | ---------- | ---------- | ---------- | ---------- | ---------- | --------- | --------- | --------- | ------------------ | ---- |
| 2010   | 3        | 2        | 1        |            |            | 2          | 1          |            |           |           |           |                    |      |
| 2014   | 2        | 1        | 1        |            |            | 1          |            | 1          |           |           |           |                    |      |
| 2018   | 12       | 11       | 1        | 10         | 1          | 1          |            |            |           |           |           |                    |      |
| Gesamt | Gesamt   | Gesamt   | Gesamt   | Gesamt     | Gesamt     | Gesamt     | Gesamt     | Gesamt     | 0         | 0         | 0         | 0                  |      |

### Jugend-Winterspiele
| Jahr      | Athleten           | Athleten           | Athleten           | Sportarten         | Medaillen          | Medaillen          | Medaillen          | Medaillen          | Medaillen          |
| Jahr      | Gesamt             |                    |                    | Sportarten         |                    |                    |                    | Medaillen – Gesamt | Rang               |
| --------- | ------------------ | ------------------ | ------------------ | ------------------ | ------------------ | ------------------ | ------------------ | ------------------ | ------------------ |
| 2012–2024 | nicht teilgenommen | nicht teilgenommen | nicht teilgenommen | nicht teilgenommen | nicht teilgenommen | nicht teilgenommen | nicht teilgenommen | nicht teilgenommen | nicht teilgenommen |
| Gesamt    | Gesamt             | Gesamt             | Gesamt             | Gesamt             | 0                  | 0                  | 0                  | 0                  |                    |

## Medaillengewinner

### Goldmedaillen
Bislang (Stand 2024) keine Goldmedaille

### Silbermedaillen
Bislang (Stand 2024) keine Silbermedaille

### Bronzemedaillen
Bislang (Stand 2024) keine Bronzemedaille